# STS-77
STS-77 e седемдесет и седмата мисия на НАСА по програмата Спейс шатъл и единадесети полет на совалката Индевър. Основните задачи на мисията са експерименти с помощта на лабораторията Спейсхеб и пускане и прибиране на възвръщаемия спътник „SPARTAN-207“.

## Екипаж
| Пост                    | Астронавт                               |
| ----------------------- | --------------------------------------- |
| Командир                | Джон Каспър четвърти космически полет   |
| Пилот                   | Къртис Браун трети космически полет     |
| Специалист на мисията 1 | Андрю Томас първи космически полет      |
| Специалист на мисията 2 | Даниел Бурш трети космически полет      |
| Специалист на мисията 3 | Марк Гарно (CSA) втори космически полет |
| Специалист на мисията 4 | Марио Рънко трети космически полет      |

- Броят на полетите е преди и включително тази мисия.

## Полетът
Това е петият полет на модула Спейсхеб в единичен вариант, а масата му е около 1400 кг. На него се извършват експерименти за разработване на продукти в областта на биотехнологиите, електрониката, материалознанието, селското стопанство, изследвания на полимери и няколко експерименти по поръчка на външни на НАСА организации.
По време на мисията е „пуснат“ в свободен полет и научноизследователския спътник SPARTAN-207 (от английски: The Shuttle Pointed Autonomous Research Tool for AstroNomy-207). Масата му е 846 кг. По време на полета се прави експеримент с надуваема параболична антена IAE (от английски: Inflatable Antenna Experiment), чиято маса е около 66 кг и е с размери 26 х 14 м. След около 90 минути антената е отделена от спътника и изгаря няколко дни по-късно в земната атмосфера. Спътникът е прибран с помощта на роботизираната ръка на совалката в товарния отсек.

## Параметри на мисията
- Маса:
  - При старта: 115 456 кг
  - При кацане: 92 701 кг
  - Маса на полезния товар: 12 233 кг
- 'Перигей: 278 км
- Апогей: 287 км
- Инклинация: 39,00°
- Орбитален период: 90,1 мин.